# Anarta fagnouli
Anarta fagnouli là một loài bướm đêm trong họ Noctuidae.